# Šipačina
Šipačina (izvirno srbsko Шипачина) je naselje v Srbiji, ki upravno spada pod Občino Raška; slednja pa je del Raškega upravnega okraja.

## Demografija
V naselju živi 192 polnoletnih prebivalcev, pri čemer je njihova povprečna starost 40,7 let (39,8 pri moških in 41,6 pri ženskah). Naselje ima 84 gospodinjstev, pri čemer je povprečno število članov na gospodinjstvo 3,00.
To naselje je, glede na rezultate popisa iz leta 2002, večinoma srbsko.
|  |

| Demografija | Demografija     | Demografija     |
| Leto        | Št. prebivalcev | Št. prebivalcev |
| ----------- | --------------- | --------------- |
|             |                 |                 |
|             |                 |                 |
|             |                 |                 |
|             |                 |                 |
| 1948        | 241             |                 |
| 1953        | 257             |                 |
| 1961        | 282             |                 |
| 1971        | 269             |                 |
| 1981        | 258             |                 |
| 1991        | 228             | 228             |
| 2002        | 252             | 252             |
|             |                 |                 |

| Etnična sestava po popisu iz leta 2002 | Etnična sestava po popisu iz leta 2002 | Etnična sestava po popisu iz leta 2002 | Etnična sestava po popisu iz leta 2002 | Etnična sestava po popisu iz leta 2002 |
| -------------------------------------- | -------------------------------------- | -------------------------------------- | -------------------------------------- | -------------------------------------- |
| Srbi                                   | Srbi                                   |                                        | 246                                    | 97,61%                                 |
| Jugoslovani                            | Jugoslovani                            |                                        | 3                                      | 1,19%                                  |
| Črnogorci                              | Črnogorci                              |                                        | 2                                      | 0,79%                                  |
| Neznano                                | Neznano                                |                                        | 0                                      | 0,0%                                   |